# GRB 080319B
GRB 080319Bは、2008年3月19日6時13分(UTC)に、うしかい座の方向で発見されたガンマ線バーストである。

## 概要
GRB 080319Bは、現在知られている中で、視等級が2022年秋に太陽系を直撃したGRB 221009Aに次いで二番目に明るいガンマ線バーストである。明るさのピークの30秒間は、肉眼で見える6等級を上回り、5.8等級に達する明るさとなった。また、GRB 080319Bまでの見かけの距離は75億1200万光年、空間の膨張を考慮した実際の距離は103億6000万光年もあり、これは肉眼で見えた最も遠い物体である。常時肉眼で見える最も遠い物体はアンドロメダ銀河(254万光年)もしくはさんかく座銀河(238万〜307万光年)であり、それらの数千倍遠い距離にあることになる。
GRB 080319Bの明るさは、視等級で9.0等級以上だった時間も60秒間続いた。また、バーストから3週間経っても、GRB 080319Bの残光が明るすぎて、バースト源の銀河がハッブル宇宙望遠鏡で観測ができなかった。

## その他
GRB 080319Bは「クラークイベント」と名づけることが提案された。この名前は、このガンマ線バーストの発生時刻の数時間後に亡くなったSF作家、アーサー・C・クラークにちなんでいる。